# Augusta Blad

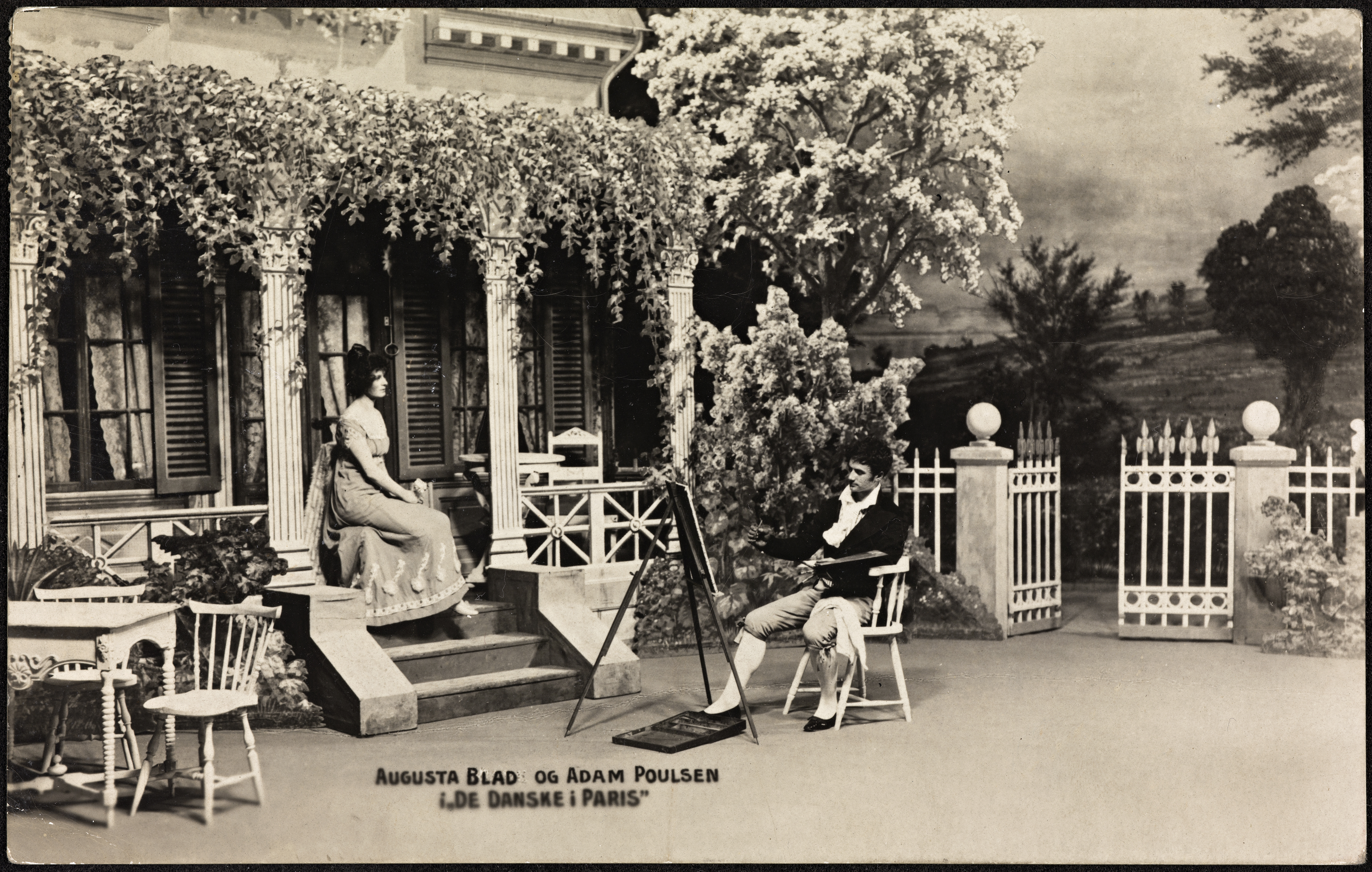
Augusta Blad und Adam Poulsen in einer Szene von Johan Ludvig Heibergs Stück De Danske i Paris (1908)

Augusta Blad (* 10. Januar 1871 in Kopenhagen, Dänemark; † 9. November 1953 in Frederiksberg, Dänemark) war eine dänische Theater- und Filmschauspielerin, ein Star des heimischen Stummfilms der 1910er Jahre.

## Leben und Wirken
Die Tochter eines Versicherungsdirektors ging im Jahre 1889 an die Schauspielschule des Königlichen Theaters (Det Kongelige Teater) ihrer Heimatstadt Kopenhagen und gab ihren Bühneneinstand am 1. September 1891 mit der Arianke Bogtrykkers in dem Stück Barselstuen. Nach dem Abschluss ihrer Ausbildungszeit gab Augusta Blad ihr Profidebüt am 5. September 1892 in einer Aufführung von Erik og Abel. Fortan wurde die junge Künstlerin bevorzugt in Tragödien und Tragikomödien eingesetzt. Die erfolgreichste Phase der noch jungen Mimin wurden die Jahre 1894 bis 1910, als Augusta Blad dem Ensemble des Dagmarteatret angehörte. In den Jahren 1898 und 1899 ging sie mit ihren Kollegen auch auf große Norwegen-Tournee und gab Gastspiele u. a. im westnorwegischen Bergen. Seit 1910 gehörte Augusta Blad die folgenden vier Jahrzehnte erneut dem Kongelige Teater an, bis sie 1950 in den Ruhestand ging. Sie spielte an der Seite berühmter dänischer Schauspielgrößen wie Bodil Ipsen, Carlo Wieth und Johannes Poulsen und galt als glänzende Interpretin der Werke Adam Oehlenschlägers.
Zeitgleich mit ihrem Wechsel an das Königliche Theater wurde Augusta Blad von August Blom 1910 zum Film geholt und debütierte an der Seite des Leinwandstars Valdemar Psilander in dem Melodram Versuchungen der Großstadt. Rasch galt sie als würdige Nachfolgerin ihrer größten Konkurrentin jener Jahre, Asta Nielsen, die jedoch bald darauf nach Berlin weiterreiste. Blad spielte Hauptrollen in Inszenierungen von Urban Gad, Holger-Madsen, Robert Dinesen und A. W. Sandberg, doch blieb Blom ihr eifrigster Förderer. Zahlreiche dieser Filme liefen (vor allem bis Kriegsausbruch 1914) im kaiserlichen Deutschland an. Zum Ende des Jahrzehnts beendete Augusta Blad radikal ihre Filmarbeit und konzentrierte sich nahezu ausschließlich wieder auf das Theater. Für eine Nebenrolle einer Frau Generalkonsulin kehrte sie 1940 vor die Kamera zurück; es sollte Augusta Blads einziger Tonspielfilm bleiben.
Augusta Blad war fünf Jahre lang (1899–1904) mit dem Schauspielkollegen Anton Vilhelm Wiehe (1858–1916) verheiratet.

## Filmografie
- 1910: Versuchungen der Großstadt (Ved fængslets port)
- 1911: Der Rächer seiner Ehre (Det bødes der for)
- 1911: Es gibt ein Glück (Gennem Kamp til Sejr)
- 1911: Der dunkle Punkt (Det mørke Punkt)
- 1912: Die Braut des Todes (Dødens Brud)
- 1912: Die Tochter des Gouverneurs (Guvernørens Datter)
- 1912: Die Tragödie einer Mutter (Historien om en Moder)
- 1912: Nina, die weiße Sklavin (Det berygtede hus / Den hvide slavehandel III / Pigehandleren Nina)
- 1912: Was das Leben zerbricht (Elskovs Magt)
- 1913: Under Mindernes Træ
- 1913: Zwei Brüder (Broder mod Broder)
- 1913: Manden med Kappen
- 1913: Liebelei (Elskovsleg)
- 1913: En stærkere Magt
- 1914: Et Læreaar
- 1914: Die Waffen nieder! (Ned med Vaabnene!)
- 1914: Der Apostel der Armen (Evangeliemandens Liv)
- 1915: Kærlighedens Triumf
- 1915: Barnets Magt
- 1916: Kay und Christinchen / Das Kind von Kopenhagen (Filmens Datter)
- 1916: Prinz im Exil (Manden uden Fremtid)
- 1916: Penge
- 1917: Gengældelsens Ret
- 1917: Du skal ære –
- 1918: Livets Stormagter
- 1918: Der Tag der Vergeltung (Dommens Dag)
- 1918: Præsten fra Havet
- 1918: Der Fackelträger (Mod lyset)
- 1919: Um das Bildnis des Königs (Rytterstatuen)
- 1940: Sommerglæder
- 1944: Vore skuespillere (Kurzdokumentarfilm, Auftritt)

## Auszeichnungen
- Sie wurde am 2. Dezember 1934 von König Christian X. von Dänemark mit der dänischen Verdienstmedaille Ingenio et arti ausgezeichnet.[1]